# Commonwealth Games 2006/Synchronschwimmen
Bei den Commonwealth Games 2006 in der australischen Metropole Melbourne fanden am 18. und 19. März 2006 vier Wettbewerbe im Synchronschwimmen statt.
Austragungsort war das Melbourne Sports and Aquatic Centre.

## Solo
| Platz | Land | Sportlerin            | Punkte |
| ----- | ---- | --------------------- | ------ |
| 1     | CAN  | Marie Boudreau Gagnon | 93.833 |
| 2     | ENG  | Jenna Randall         | 85.334 |
| 3     | AUS  | Irena Olevsky         | 83,833 |

## Duett
| Platz | Land | Sportlerin                              | Punkte |
| ----- | ---- | --------------------------------------- | ------ |
| 1     | CAN  | Marie Boudreau Gagnon Isabelle Rampling | 92.500 |
| 2     | AUS  | Dannielle Liesch Irena Olevsky          | 84.000 |
| 3     | NZL  | Lisa Daniels Nina Daniels               | 83.667 |